# Yuri Chizh
Yuri Chizh es un deportista soviético que compitió en esgrima, especialista en la modalidad de florete. Ganó tres medallas en el Campeonato Mundial de Esgrima en los años 1973 y 1974.

## Palmarés internacional
| Campeonato Mundial | Campeonato Mundial  | Campeonato Mundial | Campeonato Mundial  |
| Año                | Lugar               | Medalla            | Prueba              |
| ------------------ | ------------------- | ------------------ | ------------------- |
| 1973               | Gotemburgo (Suecia) | Medalla de oro     | Florete por equipos |
| 1973               | Gotemburgo (Suecia) | Medalla de plata   | Florete individual  |
| 1974               | Grenoble (Francia)  | Medalla de oro     | Florete por equipos |